# Groot-Ammers
Groot-Ammers is een dorp ongeveer drie kilometer ten zuidwesten van Schoonhoven in de Nederlandse gemeente Molenlanden, aan de Lek. Groot-Ammers ligt in de landstreek Alblasserwaard. 

## Etymologie
Ammers, Ammer of Amer betekende vroeger: waterloop. Vergelijk ook: Amersfoort. Groot-Ammers ontstond waar een veenriviertje uitmondde in de Lek. Het voorvoegsel "Groot" is toegevoegd ter onderscheid van Klein-Ammers of Ammerstol, aan de noordzijde van de Lek.

## Geschiedenis
Het 13e-eeuwse slot Liesveld was het eigendom van de heren van Liesvelt. De omgeving Groot-Ammers, het Achterland, Graafland, Peulwijk, Ottoland en Peursum stond onder invloed van deze heren. Tussen 1300 en 1400 werd de boezem uitgegraven. Deze waterloop mondde via een sluis uit in de Lek, en speelt (nog steeds) een belangrijke rol in de beheersing van het waterpeil in de Alblasserwaard, hoewel de sluis buiten gebruik is genomen. Aan deze boezem staan een viertal poldermolens. In 1636 kocht Willem Frederik van Nassau, stadhouder van Friesland, de baronie Liesveld. De Nederlandse koning mag zich om deze reden baron van Liesveld noemen. Omdat het slot Liesveld een bouwval was geworden, werd het in 1740 afgebroken. Het puin werd gebruikt om de Lekdijk te verstevigen. Het stalgebouw is bewaard gebleven, en werd sindsdien gebruikt als rechtszaal.
Rond 1900 was er in Groot-Ammers veel handel in kaas. De kaas werd in de Alblasserwaardse polder geproduceerd, en in Groot-Ammers verhandeld, getuige de kaaspakhuizen in het dorp.
Groot-Ammers was van 1 april 1817 tot 1986 een zelfstandige gemeente, nadat het was afgesplitst van Nieuwpoort, waaraan het in 1812 was toegevoegd. Van 1 januari 1986 tot 1 januari 2013 viel Groot-Ammers onder de gemeente Liesveld. Sinds 2013 maakte Groot-Ammers deel uit van de gemeente Molenwaard, vanaf 1 januari 2019 van de gemeente Molenlanden

## Bezienswaardigheden

### Molens
Van noord naar zuid staan langs de Molenkade de volgende poldermolens:
- Gelkenes Molen; wipmolen
- Graaflandse of Middelmolen; een wipmolen uit 1805 (restauratie: 2005-2006)
- Achtkante Molen; een rietgedekte, achtkante grondzeiler; ca. 1751
- Achterlandse Molen; wipmolen

In het Ooievaarsdorp Liesvelt staat:
- Korenmolen De Jonge Sophia; een achtkante grondzeiler; vermoedelijk 1773

Alle molens in Groot-Ammers worden beheerd door de Stichting tot Instandhouding van Molens in de Alblasserwaard en de Vijfheerenlanden (SIMAV).

### Het Liesvelt
Groot-Ammers is voor velen vooral bekend door de ooievaars. Het is lange tijd slecht gesteld geweest met de aantallen ooievaars in Nederland. Door ooievaars te importeren en in gevangenschap te laten broeden is Ooievaarsdorp 'Het Liesvelt' ontstaan. Gekweekte nakomelingen werden vrijgelaten. Dit had in 1978 en 1979 als resultaat dat meerdere broedparen ontstonden met een wild en een gekweekt exemplaar. Het totaal aantal broedparen bedroeg in 1979 negen. Begin jaren 1990 werd het aantal (half)tamme broedparen vergroot door het stichten van 'buitenstations' met opgekweekte jonge ooievaars. Dankzij broedprogramma's gaat het anno 2010 in Nederland zo goed met de ooievaar dat een kweeklocatie niet meer noodzakelijk is. Het Liesvelt ging daarom fungeren als streekcentrum.

### Kerk
- Nederlands Hervormde kerk (ca. 1500)
- Vrije Baptisten Gemeente De Levensboom
- Gereformeerde Gemeente in Nederland (191 leden)

## Geboren in Groot-Ammers
- Klaas Hendrikse (1947 - 2018), atheïstisch predikant
- Ruben Houweling (1980), hoogleraar arbeidsrecht
- Anita Witzier (1961) presentatrice
- Jeanne Korevaar (1996), wielrenster

## Bouwbedrijf
In Groot-Ammers werd in 1869 door Adam van der Wal een timmerwerkplaats geopend, die uiteindelijk uit zou groeien tot het bouwbedrijf Koninklijke BAM Groep.